# Meteoridea anic
Meteoridea anic är en stekelart som beskrevs av Austin och Robert A.Wharton 1992. Meteoridea anic ingår i släktet Meteoridea och familjen bracksteklar. Inga underarter finns listade i Catalogue of Life.